# Rose Bowl 2014
Rose Bowl 2014 był setnym meczem w futbolu amerykańskim rozegranym w ramach rozgrywek Rose Bowl. Mecz został rozegrany 1 stycznia 2014 roku, na stadionie Rose Bowl, w Pasadenie, w stanie Kalifornia, pomiędzy drużynami Michigan State Spartans, mistrzami konferencji Big Ten oraz Stanford Cardinals, mistrzami konferencji Pac-12, jednocześnie obrońcami tytułu.
Mecz wygrała drużyna ze stanu Michigan 24-20, choć to drużyna z Kalifornii uważana była za faworyta.